# Рогув-Опольський
Рогув-Опольський (пол. Rogów Opolski) — село в Польщі, у гміні Крапковиці Крапковицького повіту Опольського воєводства.
Населення — 661 особа (2011).

## Демографія
Демографічна структура станом на 31 березня 2011 року:
|          | Загалом | Допрацездатний вік | Працездатний вік | Постпрацездатний вік |
| -------- | ------- | ------------------ | ---------------- | -------------------- |
| Чоловіки | 305     | 47                 | 217              | 41                   |
| Жінки    | 356     | 62                 | 216              | 78                   |
| Разом    | 661     | 109                | 433              | 119                  |